# Eerste mens op de Noordpool

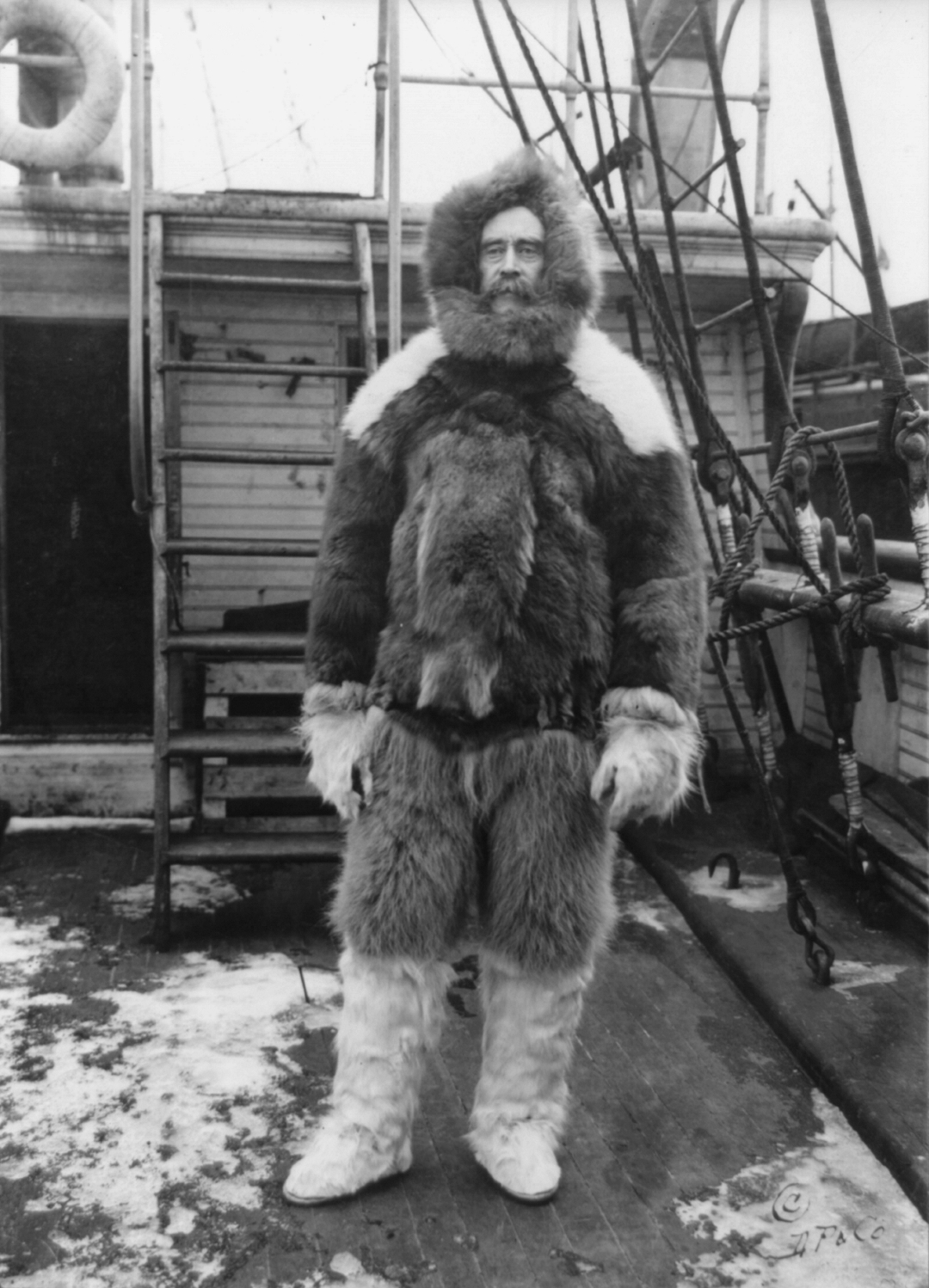
Robert Peary

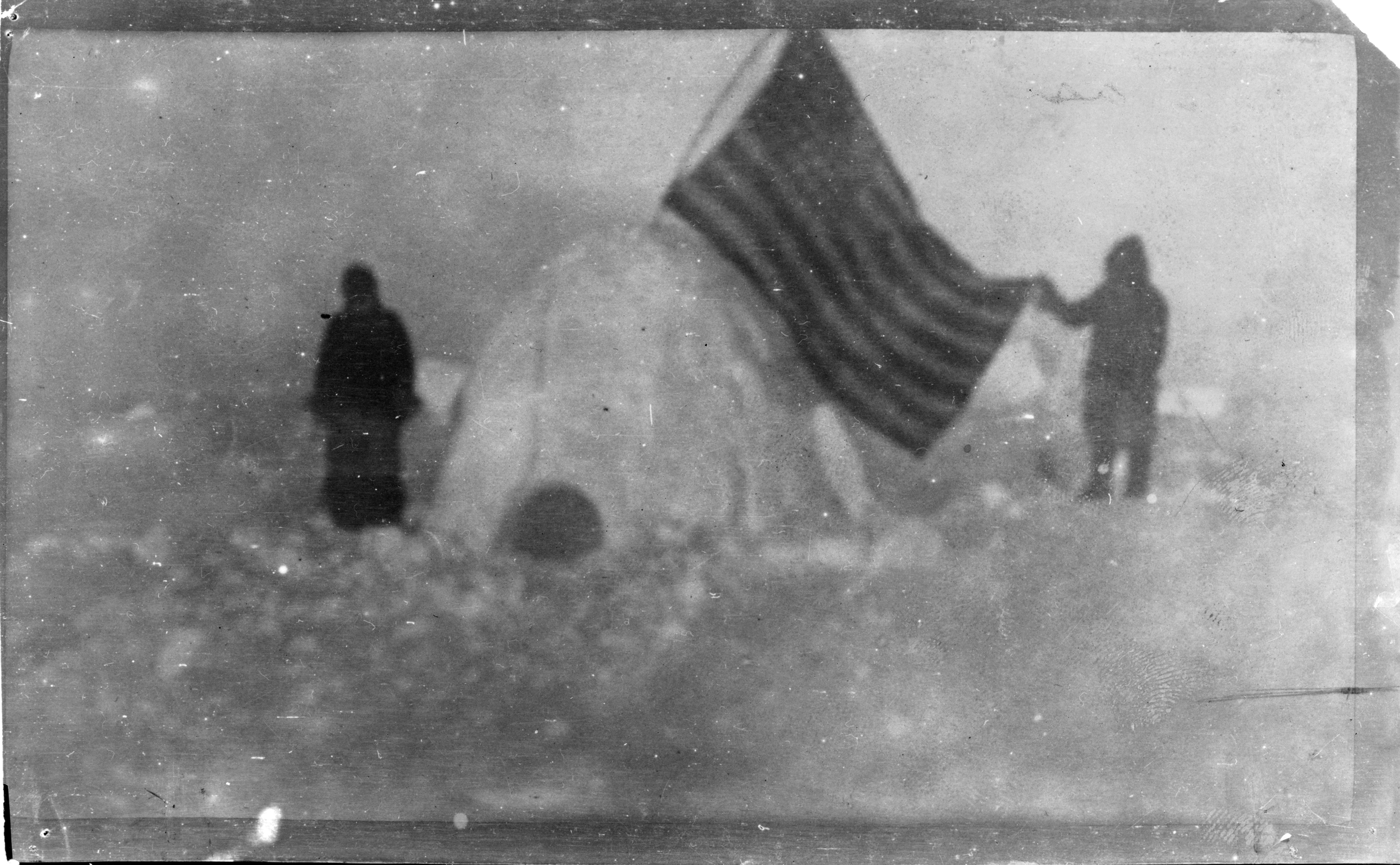
Frederick Cooks kamp, naar beweerd nabij de pool

Als eerste mens op de Noordpool wordt algemeen Robert Edwin Peary beschouwd. Of hij daadwerkelijk op de Noordpool was, en of hij daar de eerste was, is echter allesbehalve zeker. Hier zijn de verschillende kandidaten:

## Frederick Cook
Frederick Cook beweerde de pool te hebben bereikt op 21 april 1908 vanaf Axel Heibergeiland in Noord-Canada, maar aan zijn verhaal werd al spoedig getwijfeld.
De twijfels ontstonden nadat werd bewezen dat Cook over een eerdere expeditie had gelogen: hij stelde in 1903 Mount McKinley te hebben beklommen, maar uit zijn foto's en kaarten bleek dat dit niet waar was en dat hij slechts een lagere top in de buurt had bereikt.
Het belangrijkste bewijs tegen Cooks aanspraken kwam van de verklaringen van de Inuit die met hem meereisden. Zij beschreven een heel andere route dan hij beweerde gereisd te hebben. Uitgaande van hun verklaringen heeft Cook niet eens geprobeerd de pool te bereiken, maar slechts een reis door het uiterste noorden van de Canadese archipel gemaakt. Andere bewijzen tegen Cook zijn onder meer de foto van een land dat hij op 85°NB meende gezien te hebben, maar in werkelijkheid Axel Heibergeiland toont (80°NB), en dat zijn beweerde route langs of over het nog onontdekte Meigheneiland ging, dat echter niet door hem vermeld werd. De kwestie droeg bij aan het organiseren van de Crocker Land-expeditie.

## Robert Peary

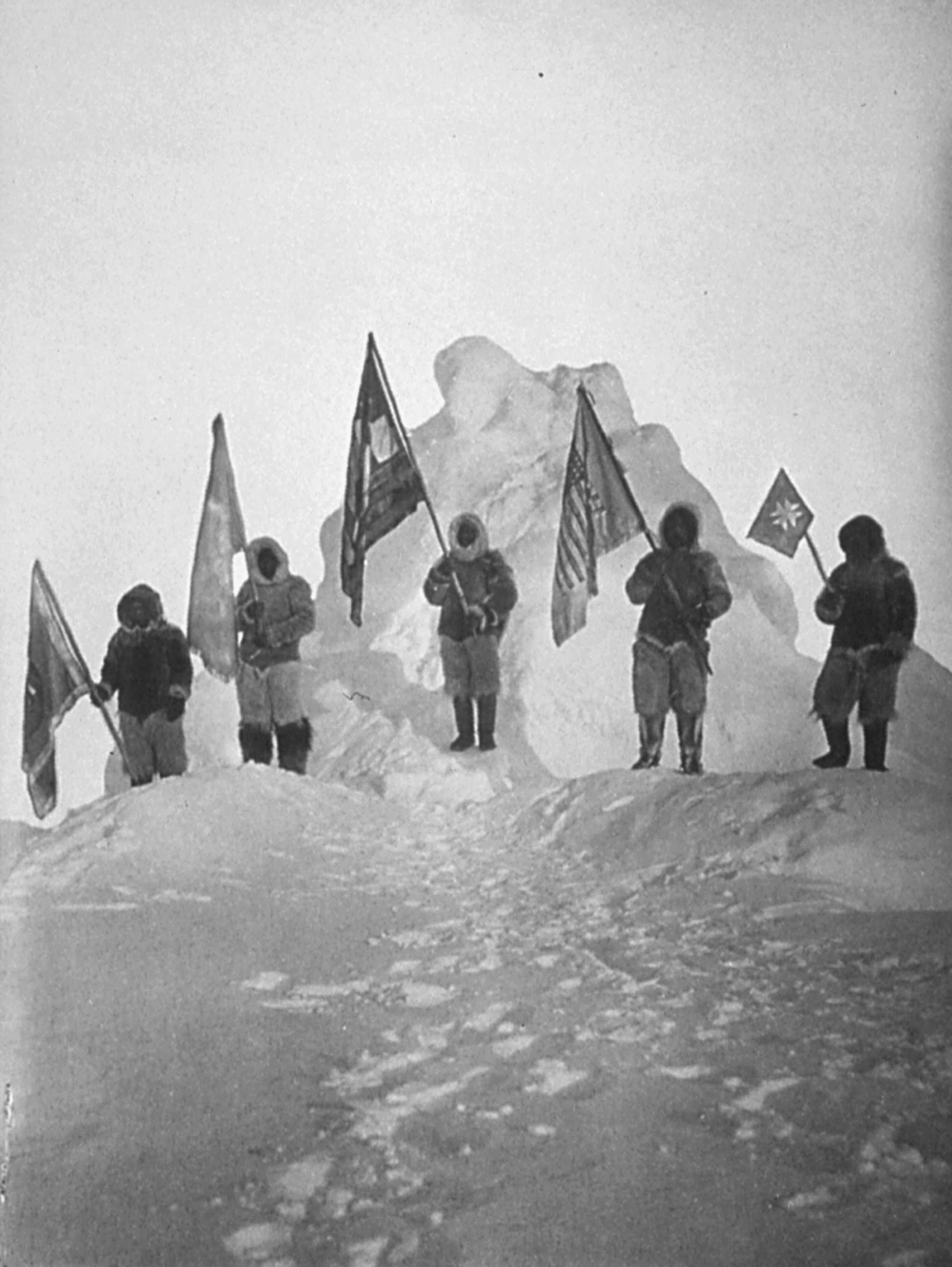
Peary's mannen op, naar werd beweerd, de Noordpool

Na strijd tussen aanhangers van Cook en die van Peary, was het de laatstgenoemde die erkend werd als de persoon die als eerste de pool bereikte, op 6 april 1909. Hij had al eerder pogingen gewaagd om vanuit Smith Sound de pool te bereiken. In 1902 was hij tot 84°17'N gekomen, in 1905 beweerde hij 87°06'N bereikt te hebben, maar sommigen betwijfelen ook die bewering, denkend dat zijn noordelijkste punt ergens rond 86°N gelegen moet hebben.
In 1909 deed hij zijn laatste poging en op 6 april 1909, in het gezelschap van Matthew Henson en vier Inuit, bereikte hij naar eigen zeggen de pool. De twijfels aan Peary's verhaal komen vooral voort uit de onwaarschijnlijke snelheid waarmee hij gereisd was nadat hij op 87°46'N de rest van zijn mannen had verlaten. Daarnaast had hij, ook volgens eigen zeggen, op gebrekkige wijze genavigeerd, grotendeels op basis van gegist bestek, wat vanwege de drift van het ijs niet betrouwbaar is. De discussie of Peary al dan niet de Noordpool bereikt heeft, sleept nog altijd voort. Wally Herbert kwam na een onderzoek in 1989 tot de conclusie dat Peary vermoedelijk tot circa 89°NB is gekomen, een stuk westelijk van de meridiaan die hij gepland had te volgen.

## Amundsen en Ellsworth
Het geloof dat Cook en/of Peary de pool bereikt hadden, en daarna de Eerste Wereldoorlog, deden de interesse in verdere poging verminderen. Alleen Walter Wellman deed in 1909 nog een (mislukte) poging de pool met een luchtschip te bereiken.
In 1925 ondernam Roald Amundsen, de eerste man op de Zuidpool , een nieuwe poging, samen met Lincoln Ellsworth, in twee vliegboten van Dornier. Ze vlogen vanaf de Kongsfjord bij Ny-Ålesund (Spitsbergen), en landden toen Amundsen dacht dicht bij de pool te zijn. Het bleek echter dat ze door tegenwind nog slechts op 88°NB waren. Het kostte hen bijna een hele maand om een startbaan in het ijs te maken en naar Spitsbergen terug te vliegen.

## Byrd
Op 10 mei 1926 vloog Richard E. Byrd met Floyd Bennett in een vliegtuig naar de pool, en wierp daar een groot aantal vlaggen af. Of in elk geval, dat beweerde hij. Ook van deze tocht wordt tegenwoordig aangenomen dat de pool niet is bereikt. Sommigen beweren dat het vliegtuig slechts uit zicht van de basis (waar ook Amundsen en Nobile op dat moment waren) rondjes heeft gevlogen, anderen dat er weliswaar een poging was ondernomen de pool te bereiken, maar vanwege een olielek rechtsomkeert werd gemaakt.

## Amundsen en Nobile
De volgende dag, op 11 mei, vertrok het luchtschip Norge met 16 man, waaronder Amundsen, Ellsworth en de Italiaanse ontdekkingsreiziger Umberto Nobile, vanuit Ny-Ålesund. Op 12 mei bereikten ze de pool, waar een Italiaanse, Noorse en Amerikaanse vlag werden neergelaten, en op 14 mei landden ze bij Teller in Alaska.

## Somov
De deelnemers aan de expeditie van Amundsen en Nobile (waaronder Ellsworth en Oscar Wisting, die ook met Amundsen op de Zuidpool was geweest), zijn daarmee de eersten van wie onbetwist vaststaat dat ze de Noordpool ook daadwerkelijk hebben bereikt. Ze hebben er echter alleen overheen gevlogen en zijn er niet geland. De eersten waarvan vaststaat dat ze daadwerkelijk op de Noordpool gestaan hebben, zijn vier Russen onder leiding van Michail Somov, die op 23 april 1948 met een vliegtuig op de pool landden.
In 1958 bereikte de Amerikaanse kernonderzeeër Nautilus de pool, en datzelfde jaar kwam de USS Skate op de pool boven het ijs. Een Canadees-Amerikaans team onder leiding van Ralph Plaisted was op 19 april 1968 het eerste sinds Peary dat de pool over het ijs bereikte.